# Костьол святого Миколая (монета)
«Костьо́л свято́го Микола́я» — пам'ятна монета номіналом 5 гривень, випущена Національним банком України, присвячена одній з найкрасивіших архітектурних пам'яток Києва — Миколаївському костьолу, побудованому у неоготичному стилі на початку ХХ століття київським архітектором В. Городецьким за проектом архітектора С. Воловського.
Монету введено в обіг 19 грудня 2016 року. Вона належить до серії «Пам'ятки архітектури України».

## Опис монети та характеристики
| Номінал грн. | Метал      | Маса, г | Діаметр, мм | Якість виготовлення       | Гурт     | Тираж, штук |
| ------------ | ---------- | ------- | ----------- | ------------------------- | -------- | ----------- |
| 5            | нейзильбер | 16,54   | 35,0        | спеціальний анциркулейтед | рифлений | 30 000      |

### Аверс
На аверсі монет розміщено: ліворуч — малий Державний Герб України та напис «УКРАЇНА» (вертикально); у центрі — інтер'єр костьолу святого Миколая, праворуч номінал — «5 ГРИВЕНЬ», унизу рік карбування — «2016» та праворуч — логотип Банкнотно-монетного двору Національного банку України.

### Реверс
На реверсі монети зображено будівлю костьолу та розміщено написи: «КОСТЬОЛ СВЯТОГО МИКОЛАЯ» (півколом угорі) «КИЇВ» (над будівлею).

## Автори

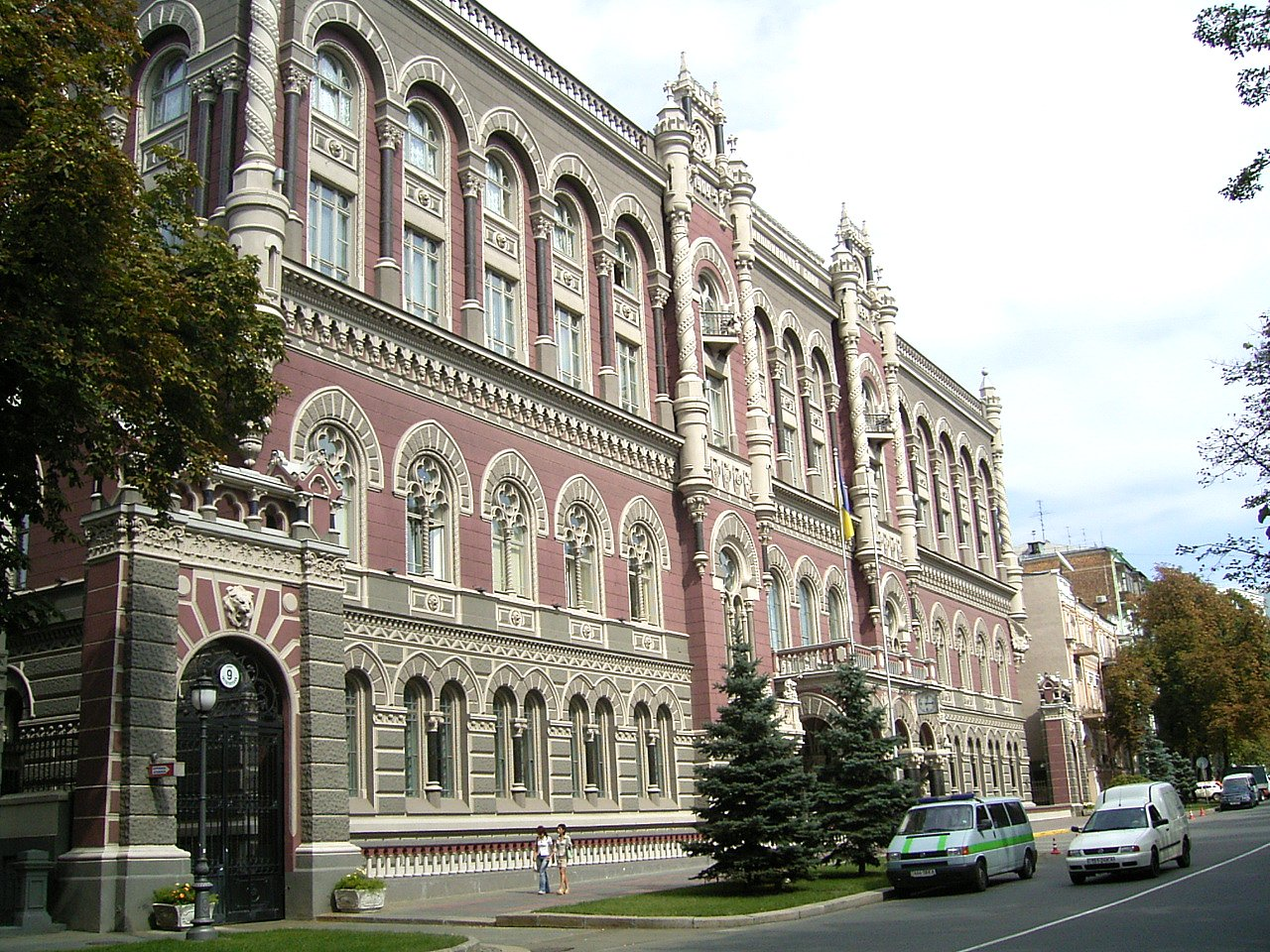
Будівля Національного банку України

- Художники: Таран Володимир, Харук Олександр, Харук Сергій
- Скульптори: Дем'яненко Володимир.

## Вартість монети
Під час введення монети в обіг 2016 року, Національний банк України реалізовував монету через свої філії за ціною 38 гривень.
Фактична приблизна вартість монети з роками змінювалася так:
| Рік        | 2017 | 2018 | 2019 | 2020 | 2021 | 2022 | 2023 | 2024 | 2025 |
| ---------- | ---- | ---- | ---- | ---- | ---- | ---- | ---- | ---- | ---- |
| Ціна, грн. | 60   | 65   | 75   | 75   | 120  | 160  | 380  | 470  | 470  |